# سي آس مانداو
سي آس مانداو (10 فبراير 1989 السنغال - ) هو لاعب كرة قدم سنغالي دولي سابق، يلعب كمدافع .
لعب سابقاً في نادي العين السعودي ونادي العدالة .

## روابط خارجية
- سي آس مانداو على موقع قاعدة بيانات كرة القدم.إي يو (الإنجليزية)
- سي آس مانداو على موقع Soccerway.com (الإنجليزية)